# Virve Roolaid
Virve Roolaid (Unión Soviética, 2 de noviembre de 1933) fue una atleta soviética especializada en la prueba de lanzamiento de jabalina, en la que consiguió ser subcampeona europea en 1954.

## Carrera deportiva
En el Campeonato Europeo de Atletismo de 1954 ganó la medalla de plata en el lanzamiento de jabalina, llegando hasta los 49.94 metros, tras la checoslovaca Dana Zátopková (oro con 52.91 metros que fue récord de los campeonatos) y por delante de la también soviética Nadezhda Konyayeva (bronce con 49.49 metros).